# Jeff Chimenti
Pour les articles homonymes, voir Chimenti.
Jeff Chimenti (né le 21 octobre 1968) est un claviériste américain, connu pour sa longue participation au groupe Ratdog. Il est aussi membre des  groupes qui ont recueilli l'héritage musical du Grateful Dead : The Other Ones, The Dead et Dead & Company.

## Biographie
Natif de la région de la Baie de San Francisco, Jeff Chimenti  a commencé à jouer du  piano à l'âge de quatre ans.
Après sa sortie du  lycée, il a commencé à jouer dans les groupes locaux de la région de la Baie de San Francisco. Il a joué principalement avec des groupes de jazz comme Colonel Les Claypool's Fearless Flying Frog Brigade et avec le groupe En Vogue.
Il jouait dans le Dave Ellis's jazz quand Dave Ellis a rejoint Ratdog pour y jouer du saxophone. Dave Ellis l'a informé que Ratdog recherchait également un nouveau clavier et Jeff Chimenti a débuté le 28 mai 1997.